# Sinonim (taksonomija)
Sinonim je v biološki taksonomiji formalno znanstveno ime za takson, ki ima dve ali več takih imen. Po pravilih taksonomije se lahko za takson uporablja samo eno ime (načelo homonimije), zato so vsa imena razen enega neveljavna. Natančni definiciji sinonima se malenkostno razlikujeta med botaniko in zoologijo, po pravilih, ki so zapisana v Mednarodnem kodeksu nomenklature za alge, glive in rastline ter Mednarodnem kodu zoološke nomenklature. V botaniki je sinonim ime, ki se razlikuje od formalno sprejetega, torej veljavno znanstveno ime ni sinonim, v zoologiji pa so sinonimi vsa imena za isti takson, vključno z veljavnim.
Sinonimi lahko nastanejo na več načinov. Nek takson je lahko opisan večkrat ločeno, v tem primeru običajno velja, da je veljavno ime iz najzgodnejšega opisa, t. i. »starejši sinonim«. Ostali so neveljavni »mlajši sinonimi«. Drug način je prestavitev vrste v drug rod. Ker je polno znanstveno ime vrste sestavljeno iz rodovnega in vrstnega imena, se ob takem posegu rodovno ime spremeni, pri čemer staro postane neveljaven sinonim. Za primer, navadno smreko je Carl Linnaeus v opisu sprva uvrstil v rod borov (Pinus) in ji dal ime Pinus abies. Kasneje so jo botaniki skupaj z nekaterimi drugimi vrstami oddelili v rok smrek (Picea), torej je dobila novo ime Picea abies, staro pa je postalo sinonim.